# Sailly-Flibeaucourt
Sailly-Flibeaucourt è un comune francese di 1 017 abitanti situato nel dipartimento della Somme nella regione dell'Alta Francia.

## Società

### Evoluzione demografica
Abitanti censiti